# Радула
Радула је назив за назубљену хитинозну структуру у устима свих мекушаца изузев шкољки.

## Радула код пужева
Уста пужева су смештена испод предњег дела тела - главе. Отварају се у џеполику усну дупљу, у којој се налази и радула. Апарат радуле се састоји из:
- хрскавичаве основе (odontophor), са мишићем протрактором одонтофора, мишићем протрактором радуле и мишићем ретрактором радуле
- саме радуле, са уздужним низовима хитинозних зубића и кутикулом.

Одонтофор је покретан и могуће га је избацити, а и сама радула је покретна на одонтофору. Тако је могуће усправити зубиће радуле.